# Екологична пирамида
Екологичната пирамида (още трофична пирамида) е графично представяне на разпределението на биомасата или енергията между различните трофични нива в дадена екосистема. Пирамидалният характер на хранителните вериги, съществуващи между тези три трофични нива, се изразява с това, че преминаването на веществата и енергията от едно трофично ниво в следващо винаги е съпроводено с известни загуби.

## Трофични нива на екологичната пирамида
Първото трофично ниво се заема от т.нар. продуценти: автотрофните организми, които с помощта на слънчевата енергия произвеждат (фотосинтезират) органични вещества от неорганичните вещества на биотопа, в който се намират.
Второто трофично ниво заемат т.нар. консументи: хетеротрофните организми, които консумират органична материя. Към организмите от това ниво се числят от една страна растителноядните животни (фитофаги, консуматори от първи порядък), а от друга страна – хищниците (зоофаги, консуматори от втори порядък). Самите консументи от втори порядък също могат да служат за храна на други хищници, и така в това трофично ниво се появяват консуматори и от трети и по-висок порядък, но в природата рядко се срещат толкова дълги хранителни вериги.
Третото трофично ниво се изразява от т.нар. редуценти, които са организми, разграждащи органичните вещества до неорганични.

## Видове екологични пирамиди
Три са подходите за построяване на екологична пирамида, в зависимост от отчитания фактор: численост на популацията, биомаса или енергия.

### Пирамида на числеността
Пирамидата на числеността се изгражда въз основа на броя организми във всяко трофично ниво. Ако продуцентите са видове с малки размери (като тревната растителност или фитопланктона) пирамидата е права. Обратното, ако продуцентът е с големи размери като например дървесните видове в горските екосистеми, пирамидата е обърната, понеже малко на брой дървета с големи корони изхранват многократно повече растителноядни организми.

### Пирамида на биомасата
За сухоземните обитатели тези пирамиди са прави, а за водните – обърнати.

### Пирамида на енергията
Екологична пирамида на енергията най-точно отразява състоянието на екосистемата чрез нейната екологична характеристика. Докато пирамидите на числата и на биомасата характеризират количествено отделните хранителни равнища за даден момент, без точно да отчитат съотношенията необходими за правилното развитие на екосистемата. Пирамидата на енергията отразява скоростта количеството на потока и загубата на енергия от звено към звено. Екологичната пирамида на енергията е с широка основа и се стеснява към върха. Могат да се изчислят не само точните количества енергия в отделните звена, но и усвояването и загубите при преходите. Първото хранително звено люцерната използвана само 0,24%(1,49.10 7)от падащата слънчева енергия (6,3.109 кал.) от нея 8% (1,19.106 кал.) се натрупва във второто хранително звено телетата.0,7%от енергията (6,3.107кал), натрупана в организма на телетата; се изразходва за развитието и растежа на момчето от 12-13 годишна възраст.
Екологичната пирамида на енергията дава най-точна оценка за потока на енергията, който е обективен критерии при сравняване на екосистемите.
Колкото едно хранително равнище е по близко до началото на хранителната верига толкова повече е използваемата енергия и обратната Това се обяснява от втория закон на термодинамиката, съгластно които при всеки пренос на енергия от едно равнище към друго 80 – 90% от потенциалната енергия се разсейва без без да може да се използва.